# Sinumelon subfodinale
Sinumelon subfodinale är en snäckart som beskrevs av Tom Iredale 1938. Sinumelon subfodinale ingår i släktet Sinumelon och familjen Camaenidae. Inga underarter finns listade i Catalogue of Life.